# Desbutal
El desbutal fue una marca de producto fabricada por Laboratorios Abbott.

## Propiedades
El desbutal consistía en una mezcla de metanfetamina (propilhexedrina y pentobarbital. Tiene propiedades hipnóticas, sedante anestésicas y estimulantes cerebrales.

## En la cultura popular
En Chile, en el ambiente carcelario, se conoce al desbutal como “rubia de los ojos celestes”, debido al color de sus pastillas, que tienen una mitad amarilla y otra azul o celeste. Haciendo alusión a esta característica del fármaco, en 1977, la banda chilena de hard rock Tumulto grabó la popular canción Rubia de los ojos celestes.